# Misterul lui Marie Rogêt
„Misterul lui Marie Rogêt” (în engleză The Mystery of Marie Rogêt), subintitulată adesea A Sequel to „The Murders in the Rue Morgue”, este o povestire a scriitorului american Edgar Allan Poe, care a fost scrisă în 1842. Aceasta este prima povestire polițistă bazată pe detaliile unei crime reale. Ea a fost publicată sub formă de foileton în trei numere (noiembrie și decembrie 1842 și februarie 1843) ale revistei Snowden's Ladies' Companion.

## Rezumat

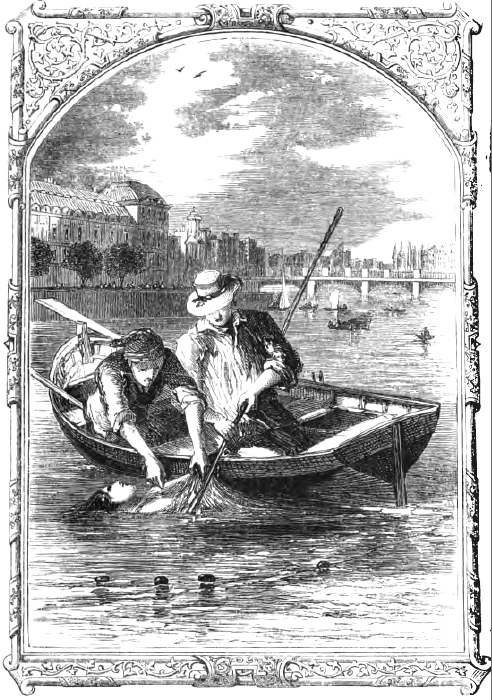
Ilustraţie din 1853 pentru „Misterul lui Marie Rogêt”

C. Auguste Dupin, detectivul lui Poe, și partenerul lui, naratorul fără nume, sunt solicitați de poliție să analizeze un caz nerezolvat de crimă, a cărei victimă este Marie Rogêt din Paris. Corpul lui Rogêt, o fostă angajată a unui magazin de parfumuri, este găsit în râul Sena și presa manifestă un interes deosebit față de acest mister. Dupin remarcă faptul că scopul ziarelor este „de a face senzație... [mai mult] decât de a căuta adevărul”. Chiar și așa, el folosește articolele din ziare pentru a pătrunde în mintea criminalului.
Dupin își folosește abilitățile sale de raționare și află că a fost implicat un singur criminal, care a târât-o pe victimă cu o legătură făcută din hainele fetei în jurul taliei și i-a aruncat trupul în râu dintr-o barcă. Găsirea bărcii, sugerează Dupin, va conduce poliția la depistarea criminalului.

## Istoricul publicării
Poe a prezentat „Misterul lui Marie Rogêt”, spunându-le editorilor că el a rezolvat uciderea lui Mary Rogers într-un moment când majoritatea cititorilor cunoșteau detaliile acestui eveniment. Dornic să o vadă publicată, el a oferit povestirea lui George Roberts de la Boston Notion, scriindu-i la 4 iunie 1842: „Din motive, totuși, pe care nu am nevoie să le precizez, eu sunt dornic să am această poveste tipărită la Boston”. În aceeași zi, cu toate acestea, el i-a oferit povestea lui Joseph Evans Snodgrass de la Baltimore Saturday Visiter.
Prima parte a povestirii serializate a apărut în cele din urmă în Snowden's Ladies' Companion din noiembrie 1842, urmată de a doua parte, în luna decembrie a aceluiași an. Un articol publicat în numărul din 26 noiembrie 1842 al ziarului Tribune din New York l-a determinat pe Poe să amâne publicarea celei de-a treia părți. Ziarul a raportat noi dovezi care au sugerat că Rogers, victima din viața reală, ar fi murit în urma unei tentative nereușite de avort, menționată ca o „naștere prematură”. El a făcut schimbări minore în povestire pentru a introduce o sugestie similară. O reeditare completă a povestirii în anul 1845 a inclus 15 mici schimbări care sugerau că el ar fi cunoscut încă de la început această cauză adevărată.
Prima traducere în limba română a fost realizată de Ion Vinea și a fost publicată sub titlul „Misterul Mariei Rogêt” în vol. Scrieri alese (vol. I), editat în 1963 de Editura pentru Literatură Universală din București, fiind reeditată și de alte edituri. Cu prilejul reeditărilor ulterioare i s-a schimbat titlul în „Misterul lui Marie Rogêt”. Traduceri noi au fost realizate de Ioana Ionașek (publicată sub titlul „Misterul Mariei Rogêt” în volumul Masca Morții Roșii și alte povestiri, editat în 2008 de Editura Tritonic din București), de Liviu Cotrău (publicată sub titlul „Misterul lui Marie Rogêt” în volumul Misterul lui Marie Rogêt și alte povestiri, editat în 2005 de Editura Polirom din Iași și reeditat de mai multe ori) și de Gabriel Mălăescu (publicată sub titlul „Misterul lui Marie Rogêt” în volumul Portretul oval, editat în 2014 de Editura MondoRo din București).

## Sursă de inspirație
Textul narațiunii este inspirat din uciderea reală a lui Mary Cecilia Rogers. Rogers s-a născut probabil în Lyme, Connecticut în anul 1820, deși consemnările scrise ale nașterii ei nu s-au păstrat. Ea a dispărut pe 4 octombrie 1838, în New York, și a devenit cunoscută ca „Beautiful Cigar Girl” (în traducere liberă „Frumoasa vânzătoare de țigări”). Câteva zile mai târziu, ziarele au anunțat întoarcerea ei. S-a spus că a fugit cu un ofițer de marină. Trei ani mai târziu, la 25 iulie 1841, ea a dispărut din nou. Corpul ei a fost găsit la 28 iulie plutind în râul Hudson, la Hoboken, New Jersey. Detaliile legate de caz au sugerat că ea a fost ucisă. Moartea acestei fete binecunoscute a intrat timp de câteva săptămâni în atenția națională. Câteva luni mai târziu, pe când ancheta era încă în curs de desfășurare, logodnicul ei a fost găsit mort în urma unei sinucideri. În urma lui au fost găsite un bilet plin de remușcări și o sticlă goală de otravă.
Scriind despre Rogers ca o continuare la „Crimele din Rue Morgue”, Poe a încercat să rezolve enigma menționată anterior prin compunerea unei povestiri polițiste. După cum a scris Poe într-o scrisoare: „sub pretextul de a arăta modul în care Dupin ... a dezlegat misterul asasinării Mariei, eu intru, de fapt, într-o analiză foarte riguroasă a adevăratei tragedii din New York”. El situează acțiunea povestirii la Paris, folosind detaliile tragediei originale. Deși a suscitat un intens interes din partea mass-mediei și a fost imortalizată într-un fel de către Poe, această crimă rămâne una dintre cele mai enigmatice crime nerezolvate din New York.
Ficționalizarea evenimentelor reale, în special a crimelor, era un fapt comun în literatura americană din această perioadă. Poe a ficționalizat anterior așa-numita tragedie Beauchamp-Sharp în singura sa piesă de teatru, Politian, care a fost lăsată neterminată în 1835. Povestea senzațională a acestei crime a fost ficționalizată și de alți scriitori precum William Gilmore Simms și Thomas Holley Chivers. „Misterul lui Marie Rogêt”, totuși, a fost probabil prima crimă din viața reală transformată într-o povestire polițistă.

## Răspuns critic
Dintre cele trei povești de raționament ale lui Poe, „Misterul lui Marie Rogêt” este considerată, în general, ca având cel mai puțin succes. Un critic modern a scris:

Ea ar putea fi numită mai degrabă eseu decât povestire. Ca eseu, aceasta este un exercițiu de raționament abil, dar plictisitor. Ca povestire, ea abia există. Ea nu are o viață proprie. Personajele nu se mișcă și nici nu vorbesc... Doar un student specializat în analiză sau un adept înveterat al criminologiei o poate citi cu un grad de interes neprefăcut.
Cu toate acestea, Rufus Wilmot Griswold, rivalul literar al lui Poe, a exprimat o opinie foarte favorabilă față de povestire și a considerat că este un exemplu al intelectului viclean al lui Poe. Charles Baudelaire o considera „o capodoperă, o minune”.

## Adaptare
Universal Pictures a produs în 1942 filmul de aventuri gotic The Mystery of Marie Roget, inspirat din povestirea omonimă a lui Poe. El a fost regizat de Phil Rosen și îi ar în rolurile principale pe Patric Knowles, Maria Ouspenskaya și Maria Montez.